# Шеметово (станция)
Ше́метово (бел. Шэметава) — грузовая железнодорожная станция Минского отделения Белорусской железной дороги, расположенная на железнодорожном участке Национальный аэропорт «Минск» — Смолевичи. Территориально станция расположена в Октябрьском районе Минска, фактически же вместе со всей территорией аэропорта является анклавом внутри Смолевичского района в 30 километрах от центра города и в 2,5 километрах от деревни Шеметово.

## История
В 1977 году в окрестностях Минска началось возведение нового аэропорта «Минск-2», проект которого сначала разрабатывался в «Ленаэропроекте», но позже к его реализации подключились архитекторы «Минскпроекта» Примерно в это же время была введена в эксплуатацию станция вместе с железнодорожной линией Смолевичи — Шеметово, которая была возведена для подвоза стройматериалов к стройплощадке аэропорта Минск-2 и для дальнейшего обслуживания последнего.

## Устройство станции
Вся железнодорожная линия от Шеметово до Смолевичей является однопутной и неэлектрифицированной, к подъезду на станцию путь разветвляется на четыре, из которых один является тупиковым. Станция обслуживает транспортно-логистический центр РУП «Национальный аэропорт „Минск“», ОАО «Авиакомпания „Белавия“», ОАО «Дорстроймонтажтрест» филиал «Строительное управление № 1 на станции Минск» и другие. На станции осуществляются приём и выдача грузов повагонными и мелкими отправками, загружаемых целыми вагонами, только на подъездных путях и местах необщего пользования. Для погрузочно-разгрузочных работ эксплуатируются погрузчики и автокраны, имеются повышенные пути.
С 2014 по 2017 год через станцию курсировали пассажирские дизель-поезда.